# Santo Tomas (Pangasinan)
Santo Tomas (Bayan ng Santo Tomas) är en kommun i Filippinerna. Kommunen ligger på ön Luzon, och tillhör provinsen Pangasinan. Folkmängden uppgår till 12 304 invånare.
Santo Tomas är indelat i 10 barangayer.